# Ferdinand Orlamünder
Friedrich Wilhelm Ferdinand Orlamünder (* 18. Mai 1847 in Zoppoten; † 6. Februar 1929 ebenda) war ein deutscher Gutsbesitzer und Politiker.

## Leben
Orlamünder war der Sohn des Bauern Johann Georg Friedrich Orlamünder und dessen Ehefrau Johanne Christiane Orlamünder. Er war evangelisch-lutherischer Konfession und heiratete am 29. April 1873 in Zoppoten Marie Pauline Christiane Dietzsch (* 22. Mai 1853 in Zoppoten; † 16. August 1903 ebenda), die Tochter des Besitzers der „Rohmühle“ in Zoppoten, Johann Heinrich Andreas Dietzsch.
Orlamünder lebte als Gutsbesitzer in Zoppoten. Ab 1909 war er dort auch Standesbeamter.
Er vertrat konservative Positionen. Vom 8. November 1909 bis zum 3. Januar 1919 gehörte er dem Greizer Landtag an. Später war er Mitglied der DNVP.